# Droit du sang

En gris sur cette carte : pays appliquant le droit du sang seulement ou n'ayant pas de loi de nationalité connue. En bleu clair : pays qui appliquent un droit du sol sous certaines conditions en plus du droit du sang. En bleu foncé : pays qui applique un droit du sol inconditionnel en plus du droit du sang.

Le droit du sang ou en latin, jus sanguinis, est la règle de droit attribuant aux enfants la nationalité de leurs parents, quel que soit leur lieu de naissance. C'est le principe dominant dans la plupart des pays.
Dans certains pays d'immigration, comme les États-Unis, l'Argentine, le Canada, ou autrefois l'Australie, les enfants ont la nationalité du pays par leur seule naissance sur le territoire, ce que l'on appelle le droit du sol (jus soli). Ces droits ne sont pas exclusifs et une législation peut prévoir l'un et l'autre.

## Application
Le droit du sang est très répandu en Europe centrale et orientale, en Afrique du Nord (spécialement en Algérie et au Maroc) et en Asie (par exemple dans le système des Millets ou au Japon). Il a aussi été le droit romain initial. Les premières ébauches de droit du sol (partiel) datent de Clisthène, et se développent dans le monde romain lorsque la citoyenneté est élargie à tous les habitants libres de l'Empire.
En dépit de son appellation, le droit du sang ne repose pas sur une transmission biologique mais juridique, puisqu'il s'applique à tous les enfants légaux (légitimes ou naturels), y compris les enfants adoptés ou reconnus.

### Europe
La plupart des législations en Europe combinent des éléments de droit du sang et de droit du sol.
La Belgique, la Finlande, le Luxembourg, le Danemark, le Portugal et la Suède ont adopté des formes variées du droit du sol. L'Allemagne les a suivis en 2000.
Le Royaume-Uni et l'Irlande ont de leur côté restreint le droit du sol absolu respectivement en 1983 et 2004.
L'Italie, la Suisse, l'Autriche, ainsi que la plupart des pays d'Europe centrale, appliquent le droit du sang.

#### France
En France, le droit de la nationalité est organisé par le Code civil (articles 17 et suivants). L'article 18 prévoit que « est français l'enfant dont l'un des parents au moins est français ».
Selon Patrick Weil, le droit du sol a été introduit en France en 1515 par un arrêt du parlement de Paris (qui portait sur le droit d'aubaine). Toutefois, on ne peut pas dire qu'il existait à cette époque une notion comparable à celle contemporaine de nationalité française qui rassemble plusieurs droits différents : celui d'être régnicole (justiciable des tribunaux royaux français), celui de la naturalité (c'est-à-dire d'être régi par le statut civil local, qui n'était pas un droit national mais des coutumes régionales), et celui de la citoyenneté (droit de voter et d'être élu, qui n'était pas non plus uniforme puisque la France était une société d'ordres et de communautés).
Le droit du sang pour les enfants nés de parents français à l'étranger est reconnu par l'arrêt Mabile, jugement du parlement de Paris en date du 7 septembre 1576. En l'espèce, l'affaire concernait une fille, née en Angleterre de parents tous deux français, qui fut reconnue comme Française à son retour en France malgré son statut d'orpheline (ses deux parents étant décédés avant son retour en France). 
La citoyenneté se déclinait aux différentes échelles locales : on pouvait ne pas être une personne régnicole française mais pouvoir voter aux élections municipales de la ville dont on était bourgeois, tandis qu'un Français régnicole qui n'avait pas encore ses lettres de bourgeoisie était considéré comme un étranger à la ville et ne votait pas. Dans beaucoup de villes, il fallait être natif de la ville pour pouvoir prétendre aux fonctions édilitaires. Sous l'Ancien régime, tout changement de naturalité (sic) supposait des lettres royales de naturalisation.
Il faut attendre la Constitution de 1791 pour qu'une loi positive mentionne la possibilité d'une acquisition automatique de la nationalité par la naissance en France : « sont français les fils d'étrangers nés en France et qui vivent dans le royaume ».
En 1804, le Code civil, contre le souhait de Napoléon Bonaparte (Bonaparte voulait que toute personne d'origine étrangère avec une éducation française soit française),, instaure la primauté de la filiation paternelle (droit du sang ou jus sanguinis) : « La nationalité est désormais un attribut de la personne, elle se transmet comme le nom de famille, par la filiation. Elle est attribuée une fois pour toutes à la naissance, et ne dépend plus de la résidence sur le territoire de la France » mais conserve toutefois le droit du sol (jus soli). L'individu né d'un étranger doit néanmoins réclamer la nationalité française dans l'année qui suit sa majorité. Pour Patrick Weil, « cette rupture avec la tradition n'avait aucune dimension ethnique » mais « signifiait simplement que la nation étant comme une grande famille, on attribuerait dorénavant la nationalité comme d'autres droits personnels (noms, biens) par la transmission par le pater familias ».
En 1851 le double droit du sol est instauré. La loi de 1889, « sur fond d'immigration croissante », marque le retour du simple droit du sol et la nationalité à sa majorité pour l'enfant né en France qui y réside toujours qui se combine avec le droit du sang car « la France étant devenue un pays d'immigration, elle ne pouvait laisser croître plus longtemps en son sein une population d'étrangers ».
La preuve de la nationalité française, lorsque celle-ci résulte uniquement de la filiation, est impossible à établir : c'est une preuve diabolique car elle exigerait de remonter à l'infini la chaine de la filiation. L'article 19.3 du Code civil qui consacre le « double droit du sol » permet ainsi à la très grande majorité des « Français par le sang » d'apporter facilement la preuve de leur nationalité.

### Asie
La plupart des pays asiatiques (notamment Chine, Corée du Sud, Japon, Philippines et Thaïlande) appliquent une version du droit du sang. L'acquisition de la nationalité par voie de naturalisation est en outre difficile et rare.